# Inca (község)
Inca község Spanyolországban, a Baleár-szigeteken. Inca Búger, Sa Pobla, Llubí, Sineu, Costitx, Sencelles, Binissalem, Lloseta és Selva községekkel határos. Lakosainak száma 35 654 fő (2024).

## Népesség
A település népessége az elmúlt években az alábbi módon változott:
| Lakosok száma | 23 361 | 25 900 | 27 301 | 29 308 | 29 966 | 30 625 | 30 944 | 33 319 | 33 726 | 35 654 |
|               | 2001   | 2004   | 2006   | 2009   | 2011   | 2014   | 2016   | 2019   | 2021   | 2024   |